# Tenis en Uruguay

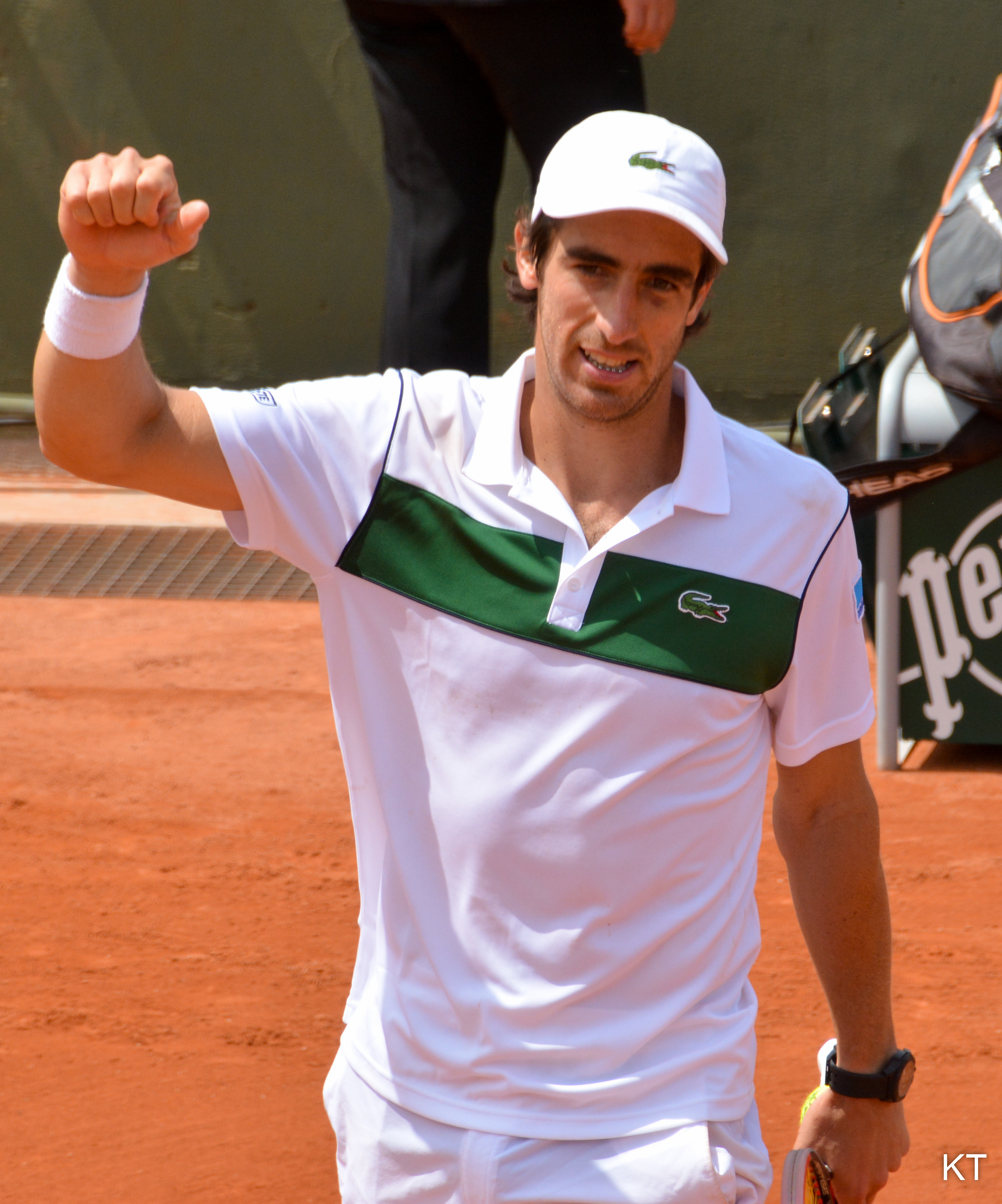
Pablo Cuevas, el mejor tenista uruguayo de la historia y el mejor latinoamericano durante 2016. Ganador de 1 ATP 500 y 5 ATP 250. Clasificado 19° en 2016.

La organización del tenis en Uruguay está a cargo de la Asociación Uruguaya de Tenis. Predominan las canchas con superficie de arcilla de polvo de ladrillo y su principal torneo es el Challenger de Montevideo.
Uruguay ha contado con cinco tenistas profesionales destacados: Fiorella Bonicelli, José Luis Damiani y Diego Pérez en los años 1980's, Marcelo Filippini en los 90's, y actualmente Pablo Cuevas, el primer uruguayo en el Top 20 del ranking ATP. 
A nivel de representación nacional el Equipo de Copa Davis de Uruguay alcanzó los play-off del grupo mundial en 1990, 1992, y 1994.

## Clasificación histórica
Lista con tenistas uruguayos que han estado entre los primeros 200 lugares de la clasificación ATP.